# Obelisco de la Inmaculada

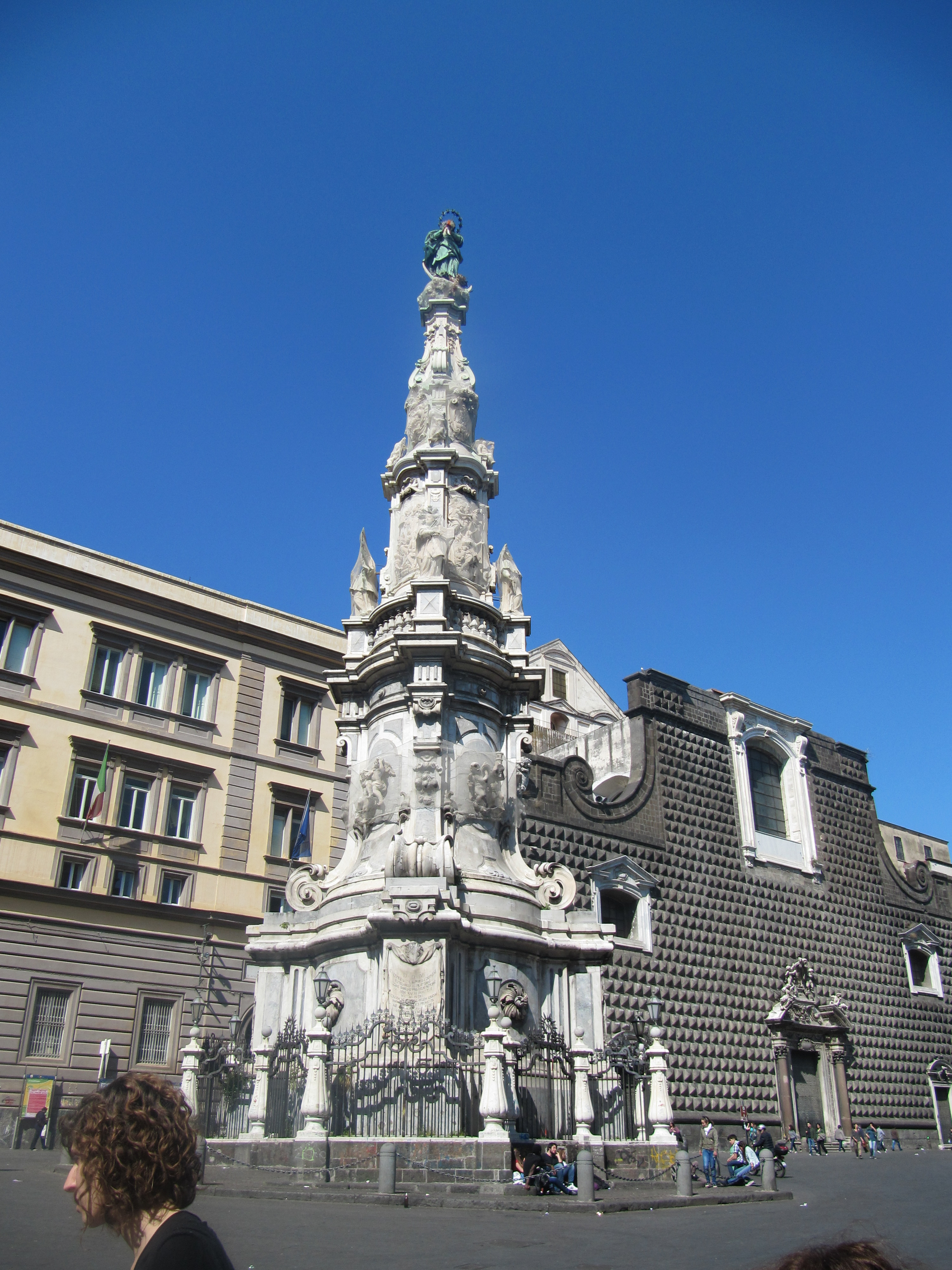
El Obelisco hacia la Iglesia del Gesù Nuovo.

El Obelisco de la Inmaculada (en italiano, Obelisco dell'Immacolata o, más propiamente, Guglia dell'Immacolata) es un obelisco barroco de la ciudad de Nápoles, en Italia. Está ubicado en Piazza del Gesù Nuovo, enfrente de la homónima iglesia.
El monumento es, en orden cronológico, el último de los grandes obeliscos de Nápoles, pues se erigió en el siglo XVIII después del de San Jenaro y de Santo Domingo.

## Historia

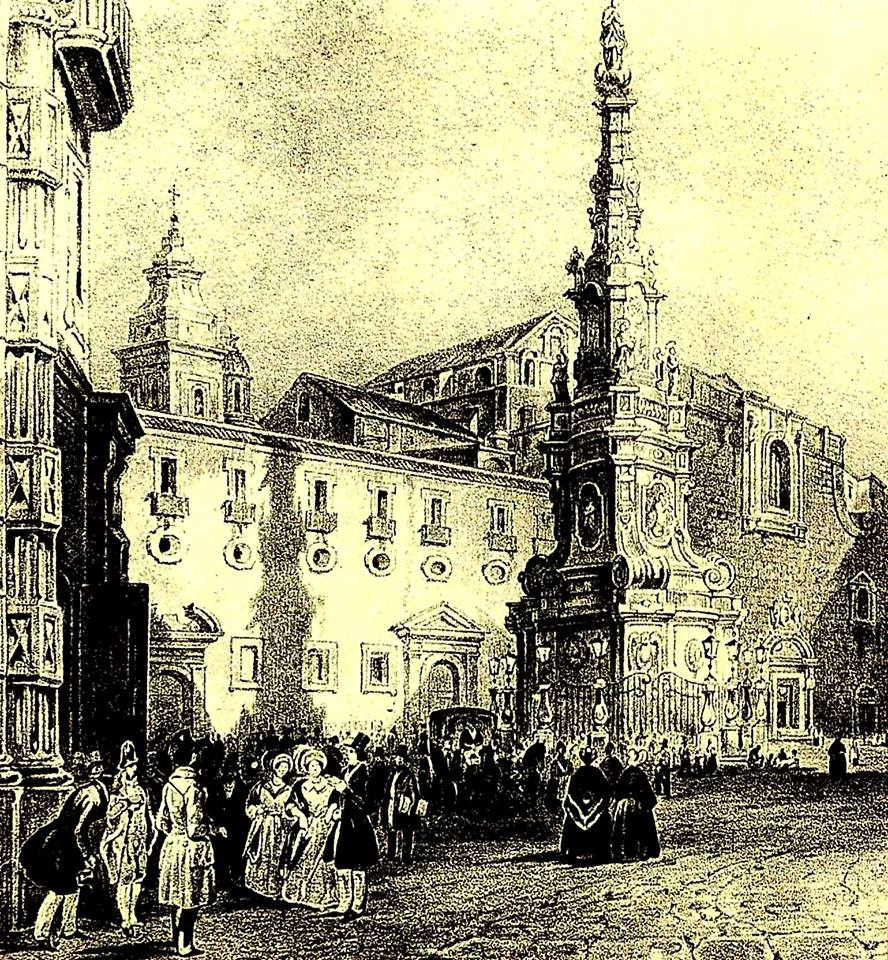
En un dibujo de Zenon,.

Se erigió a mediados del siglo XVIII por voluntad del jesuita Francesco Pepe con proyecto de Giuseppe Genoino, gracias a una colecta pública. Se encuentra en el centro de la llamada insula jesuítica, que se estableció en Nápoles a finales del siglo XVI y duró hasta la primera década del siglo XVII, cuando en esa zona surgieron la Iglesia del Gesù Nuovo (alrededor de 1600), el Palacio de las Congregaciones (1592) y la Casa Profesa de los Padres Jesuitas (1608).
El obelisco fue levantado en el mismo lugar donde estaba emplazada una preexistente escultura ecuestre dedicada a Felipe V de España, obra de Lorenzo Vaccaro de 1705, que sirvió para celebrar la visita del rey a Nápoles en 1702. El monumento fue destruido cinco años después, cuando las tropas austriacas entraron en la ciudad, provocando el fin del dominio español en Nápoles.
El 8 de diciembre de cada año, los bomberos napolitanos ponen una corona de flores en la cima del obelisco, en honor a la Inmaculada Concepción.

## Descripción

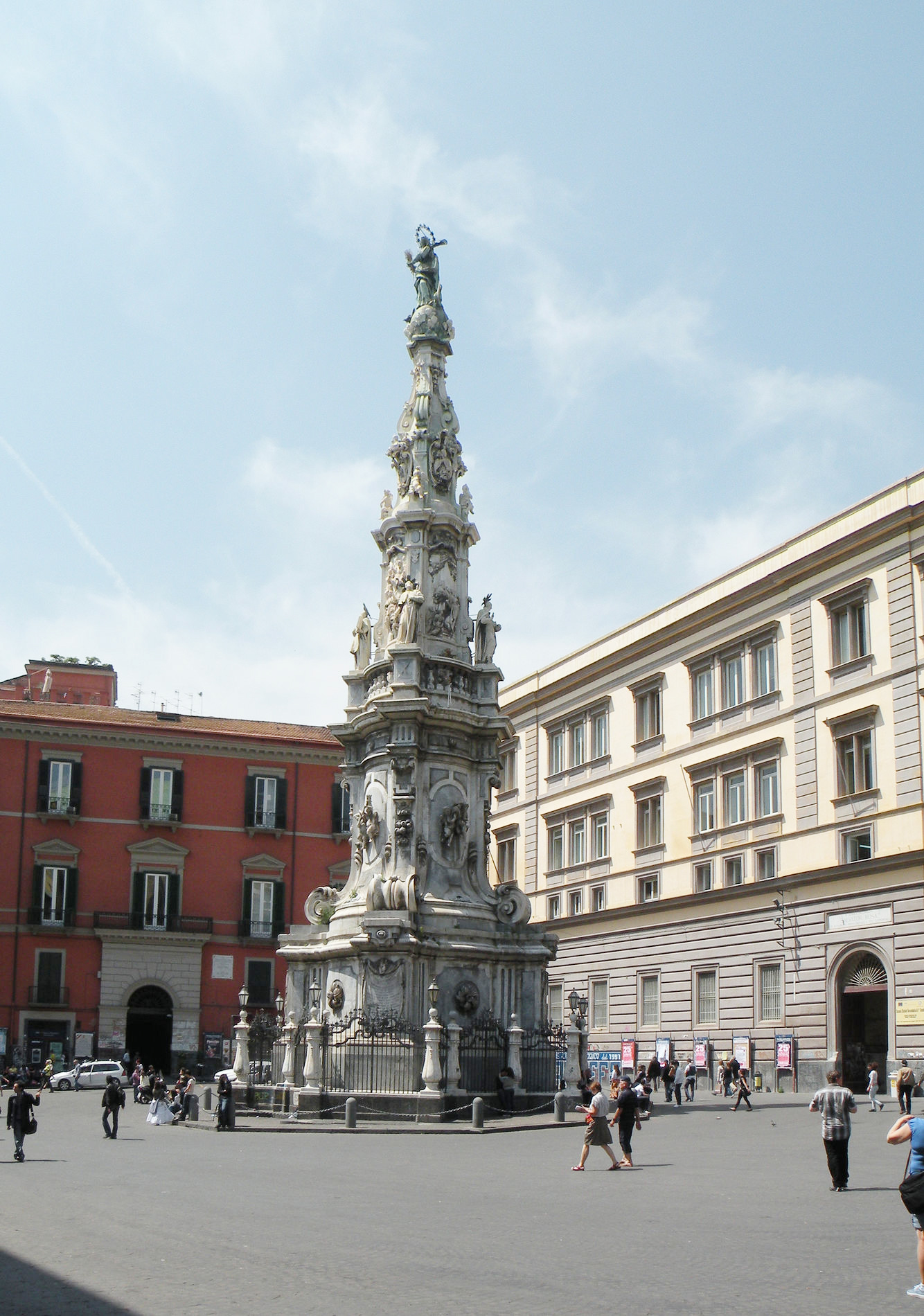
El Obelisco hacia Palacio Pandola y el Palacio de las Congregaciones.

La obra, de 22 metros de altura, está inspirada en las numerosas máquinas de fiesta realizadas en esa época y está revestido de decoraciones de mármol que la convierten en uno de los testimonios más importantes de la escultura barroca en Nápoles.
Los elementos escultóricos son obra de Matteo Bottiglieri y Francesco Pagano. En particular, a Bottiglieri se deben las estatuas que adornan la balaustrada encima del primer nivel del monumento, las de Sant'Ignazio, San Francesco Borgia, San Francesco Saverio y San Francesco in Regis, además de dos de los cuatro altorrelieves colocados en el segundo nivel: la Purificazione y la Incoronazione.
A Pagano se deben los otros dos mediorrelieves representando a la Annunciazione y la Natività, en el mismo nivel, los dos medallones representando a San Luigi Gonzaga y San Stanislao Kostka y, en la cumbre del monumento, la estatua de cobre de la Immacolata.